# Spathius decebalus
Spathius decebalus är en stekelart som beskrevs av Nixon 1943. Spathius decebalus ingår i släktet Spathius och familjen bracksteklar. Inga underarter finns listade i Catalogue of Life.